# Geyeh Dar
Geyeh Dar (en persan : گيه در et connu sous le nom de Gedar) est un village de la province de Kermanshah en Iran. Lors du recensement de 2006, sa population était de 72 habitants pour 16 familles.